# De bus
De bus es un reality show muy similar a Gran Hermano, en el que 10 personas extrañas son encerradas en un autobús equipado totalmente con cámaras, siendo grabados durante las 24 horas del día. En el autobús deberán recorrer diferentes ciudades holandesas. Este es un formato también creado por Endemol (creadores de Gran Hermano), y fue emitido por la cadena holandesa SBS 6 a principios del año 2000. El ganador obtendrá un premio final de 600.000 Florines.

## Primera Edición (14.02.2000 - 04.06.2000)

### Los Destinos
- Salida: Thialf (Heereveen).
- Semana 1: Heereveen.
- Semana 2: Groningen.
- Semana 3: Hilvarenbeek.
- Semana 4: Arnhem.
- Semana 5: Den Haag & Arnhem.
- Semana 6: Alkmaar & Baarn.
- Semanas 7-8: Enschede.
- Semanas 8-9: Durbuy.
- Semanas 9-10: Rosmalen.
- Semanas 10-11: Kalkar
- Semana 12: Assen.
- Semanas 12-13: Slagharen.
- Semana 14: Ameland.
- Semanas 14-15: Arcen.
- Semana 16: Hilversum.

### Participantes
- Antonette - Ganadora
- Aziz
- Bart
- Bianca
- Bullent
- Don
- Erick
- Esmee
- Esmeralda
- Iwan - Segundo lugar
- Jop
- Mike
- Nanda
- Paul
- Seki
- Tessa - Tercer lugar
- Willeke

## Segunda Edición (04.09.2000 - 01.01.2001)

### Participantes
- Aminata
- Audrey
- Bart
- Diana
- Hans - Primer lugar
- Inge
- Katty
- Koën - Segundo lugar
- Mariska
- Nancy
- Paulus
- Richard
- Ruth
- Sandra - Cuarto Lugar
- Ton
- Zoe - Tercer lugar

- Datos: Q2212456